# أنتوني دينهام
أنتوني دينهام (بالإنجليزية: Anthony Denham)‏ هو لاعب كرة قدم أمريكية أمريكي، ولد في 21 يوليو 1991 في مونتيري في الولايات المتحدة.

## وصلات خارجية
- أنتوني دينهام على موقع مرجع كرة القدم المحترفة.كوم (الإنجليزية)